# Crescent Springs (Kentucky)
Crescent Springs es una ciudad ubicada en el condado de Kenton en el estado estadounidense de Kentucky. En el Censo de 2010 tenía una población de 3801 habitantes y una densidad poblacional de 969,34 personas por km².

## Geografía
Crescent Springs se encuentra ubicada en las coordenadas 39°3′22″N 84°34′47″O / 39.05611, -84.57972. Según la Oficina del Censo de los Estados Unidos, Crescent Springs tiene una superficie total de 3.92 km², de la cual 3.87 km² corresponden a tierra firme y (1.19%) 0.05 km² es agua.

## Demografía
Según el censo de 2010, había 3801 personas residiendo en Crescent Springs. La densidad de población era de 969,34 hab./km². De los 3801 habitantes, Crescent Springs estaba compuesto por el 87.32% blancos, el 4.18% eran afroamericanos, el 0.24% eran amerindios, el 4.58% eran asiáticos, el 0.26% eran isleños del Pacífico, el 1.08% eran de otras razas y el 2.34% pertenecían a dos o más razas. Del total de la población el 2.58% eran hispanos o latinos de cualquier raza.